# Sia lode ora a uomini di fama
Sia lode ora a uomini di fama (Let Us Now Praise Famous Men) è un saggio dello scrittore statunitense James Agee pubblicato per la prima volta nel 1941.
È un'opera nata nel 1936 come indagine giornalistica sui fittavoli del Sud degli Stati Uniti durante la Grande Depressione, fu pubblicata nella veste di libro, con le fotografie di Walker Evans, una prima volta nel 1941, ben accolta dalla critica ma con scarsa fortuna di vendite; fu edita nuovamente nel 1960, dopo la morte di James Agee, e da allora ha goduto anche di notevole popolarità. Il titolo del volume è tratto da un passo del Libro del Siracide 44.1. La prima edizione italiana è apparsa nel 1994.

## Storia editoriale
Nel 1936 Ralph Ingersoll, redattore della sezione "Life and Circumstances" della rivista di economia Fortune, propose a James Agee, redattore interno allora ventisettenne, il compito di svolgere un'inchiesta sulle zone povere degli Stati Uniti del Sud, coinvolte nella riforma agraria di Roosevelt. Fu scelta come area campione l'Alabama, in particolare la Contea di Hale . Walker Evans, fotografo trentenne già incaricato dalla Farm Security Administration (FSA) di documentare gli effetti della Grande Depressione, seguì l'amico in quella che si annunciava un'impresa senza precedenti. Soggetto di studio furono tre famiglie di fittavoli ("tenant") e mezzadri ("sharecropper"): Ricketts, Woods, Gudger, al secolo Tengle, Fields, Burroughs. Sullo sfondo dei campi di cotone e di granturco provati dalla siccità, lo scrittore e il fotografo trascorsero tre settimane, partecipando in prima persona alla vita di ogni gruppo, non senza problemi. La realtà di ciò che Agee ed Evans registrarono durante la loro permanenza tra i fittavoli, cioè la grande povertà dei coltivatori di cotone nelle zone più povere del paese, era sconvolgente. Agee preparò un servizio lungo 50 cartelle che tuttavia Fortune tenne congelato per circa un anno e poi decise di non pubblicare. Il testo dattiloscritto rifiutato da Fortune, ritenuto per molti decenni perduto, fu rinvenuto nel 2010 fra i documenti consegnati all'Università del Tennessee dal James Agee Trust, erede di James Agee, e pubblicati nel 2013 a cura di John Summers.

Watson Tidmore, proprietario di terreni dati in fitto o a mezzadria (Foto di Walker Evans)

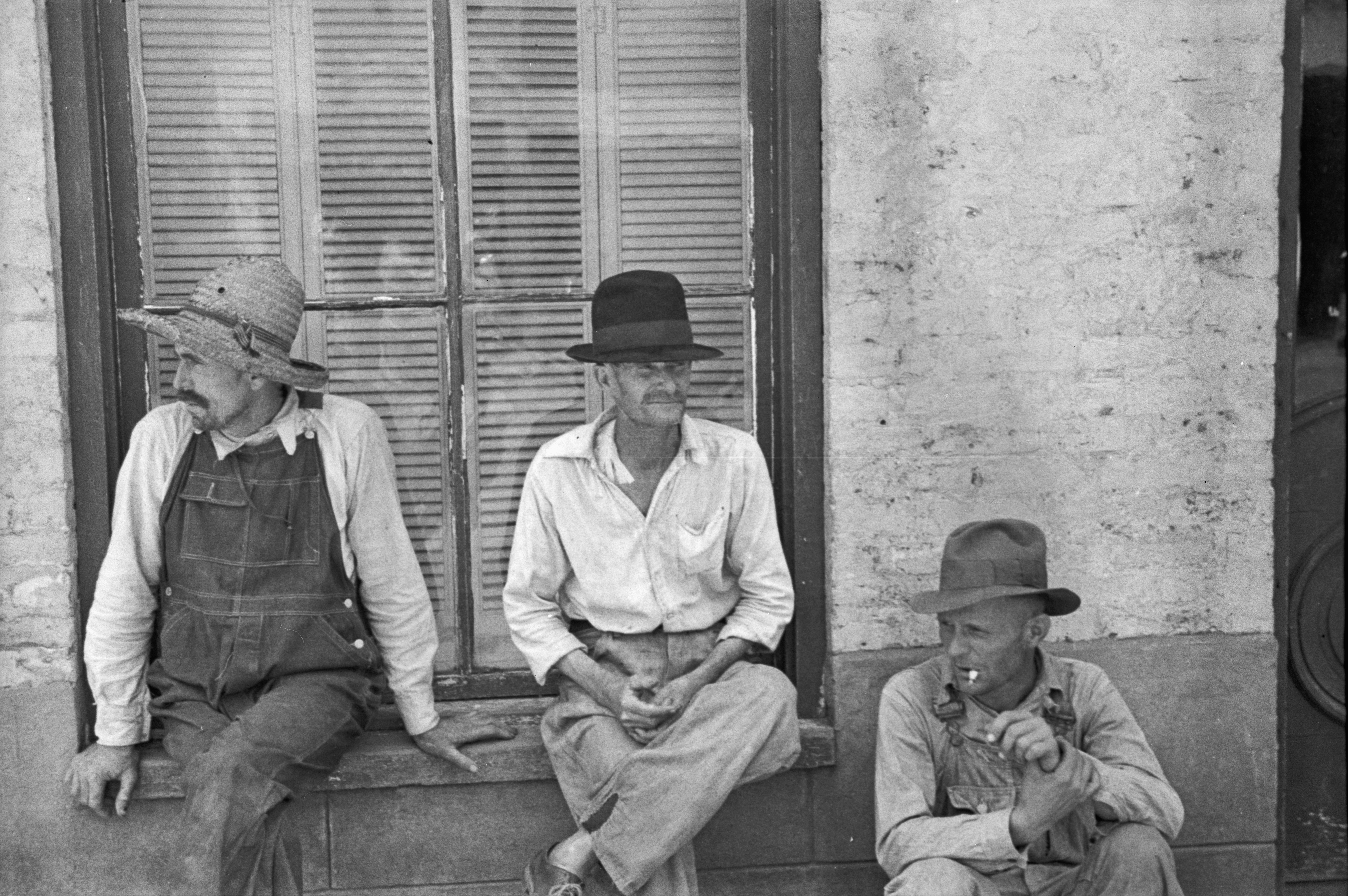
I mezzadri Frank Tengle, Bud Fields e Floyd Burroughs, genero di Bud Fields e fratellastro di Frank Tengle (Foto di Walker Evans)

Agee si dimise da Fortune, ottenne dalla rivista i diritti sul materiale dell'inchiesta, ne rielaborò il contenuto per circa tre anni finché un articolo di poche cartelle divenne un lungo libro. Dopo un approccio infruttuoso con un editore di New York, nella primavera del 1940 il libro fu accettato dalla casa editrice Houghton Mifflin, «a condizione che certe parole, illegali nel Massachusetts, fossero cancellate». Nelle intenzioni di Agee, Let us now praise famous men avrebbe dovuto essere il primo volume di una serie intitolata Three Tenant Families (Tre famiglie di fittavoli). Il testo di Agee, preceduto da 31 fotografie di Walker Evans fuori testo, fu ben accolto dalla critica, ma vendette poco: appena 600 copie nel primo anno e nel 1948 il volume fu posto fuori catalogo. James Agee morì improvvisamente a soli 47 anni di età nel 1955 lasciando la famiglia in gravi difficoltà economiche; l'editore David McDowell, amico di Agee e presidente del James Agee Trust, curò nel 1957 la pubblicazione postuma del romanzo incompiuto Una morte in famiglia, che vinse il Premio Pulitzer per la narrativa l'anno dopo, divenne un best-seller e suscitò l'interesse del mondo accademico e della critica letteraria per l'opera complessiva di Agee. Nel 1960 venne pubblicata una seconda edizione ("Revised Edition") di Sia lode ora a uomini di fama, differente dalla precedente sostanzialmente per il numero delle foto di Evans (62 contro le 31 dell'edizione del 1941). Nel 1968 fu effettuata una nuova edizione ("Expanded Second Edition") che rispecchiava fedelmente il progetto originale di Agee, e questa volta fu un successo: la nuova edizione divenne un libro di raccolta del movimento per i diritti civili, soprattutto nei campus universitari, vendette  copie e nel 1994 fu finalmente pubblicata anche in Italia dal Saggiatore nella traduzione di Luca Fontana.

## Contenuto
L'edizione del 1968 di Sia lode ora a uomini di fama si apre con una serie di 64 fotografie di Walker Evans — in bianco e nero e prive di titolo — relative all'ambiente delle tre famiglie di fittavoli e mezzadri presso cui hanno vissuto James Agee e Walker Evans, nonché i ritratti a volte di singoli individui, a volte di un'intera famiglia. Le foto documentano, nello stesso tempo, le dure condizioni in cui vivono i lavoratori, ma anche le loro individualità e la loro dignità. Il testo di Agee è diviso in più parti.

Cucina dei Woods (Foto di Walker Evans)

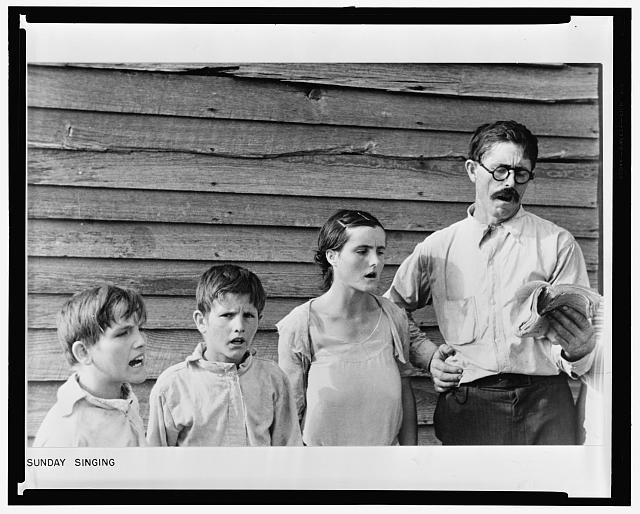
Frank Tengle e i suoi familiari cantano inni religiosi (Foto di Walker Evans)

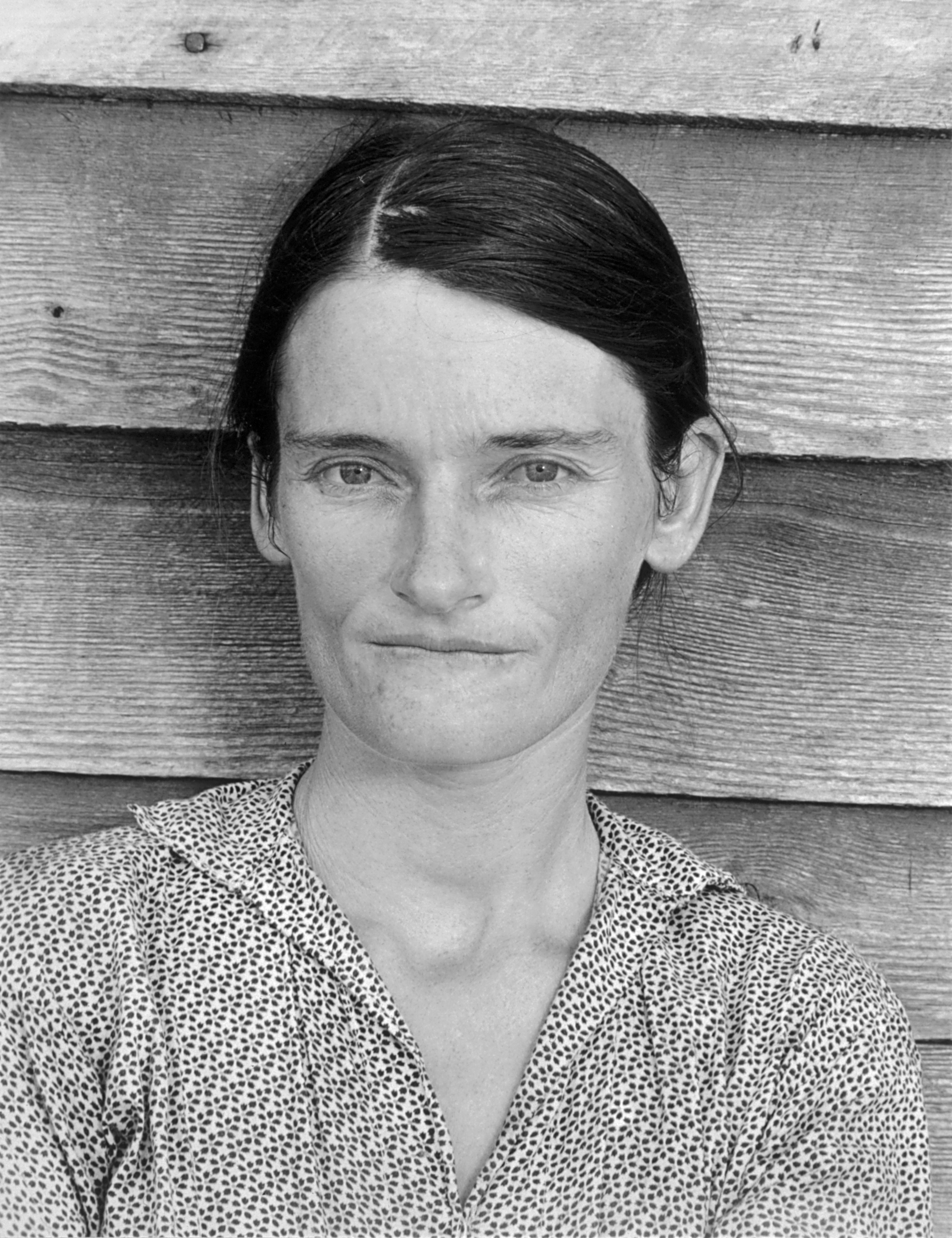
Ritratto di Allie Mae Burroughs (Foto di Walker Evans)

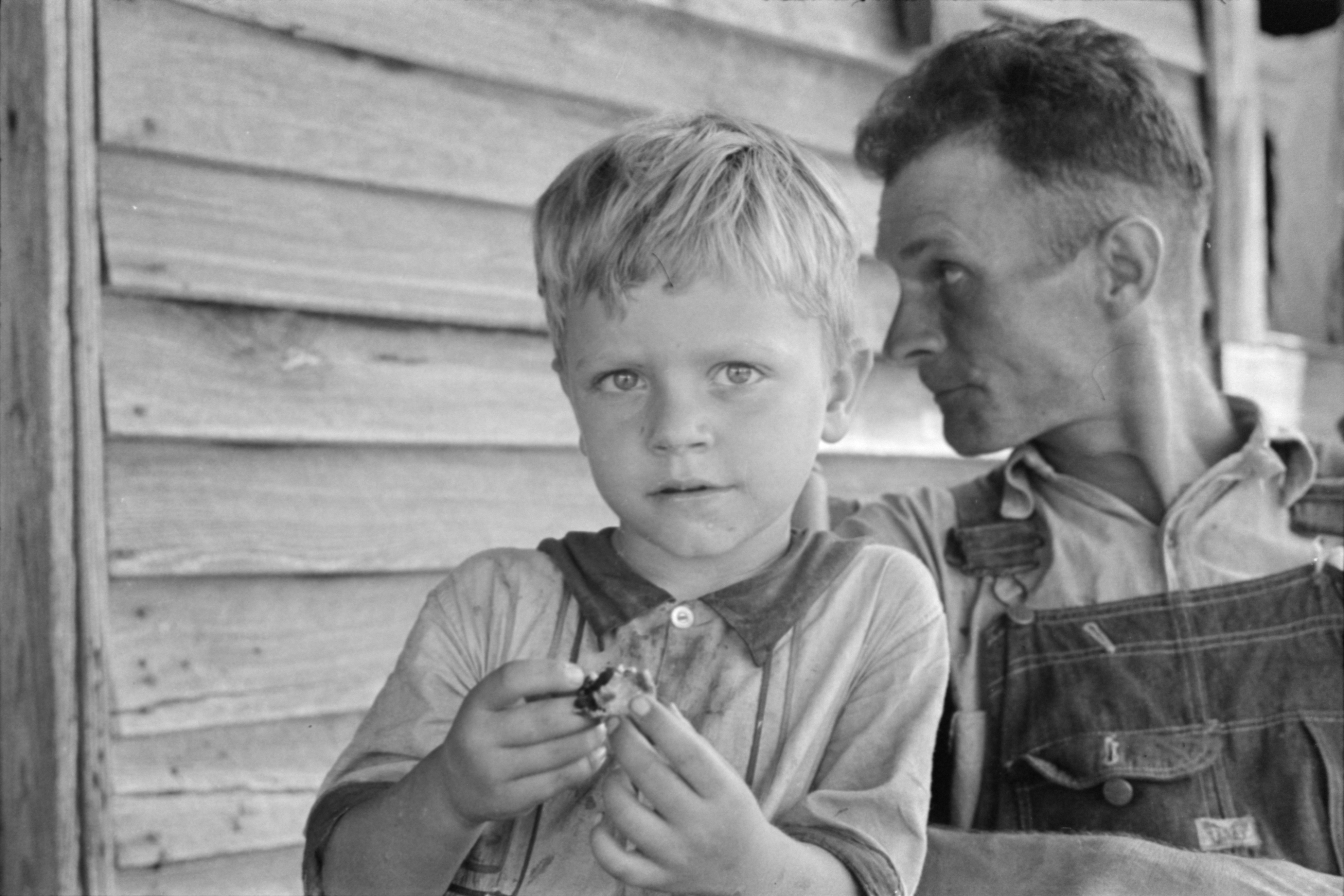
Charles Burroughs e Floyd Burroughs (Foto di Walker Evans)

La Parte prima ("Una lettera dalla campagna", "A Country Letter") è divisa in quattro capitoli, ciascuno contrassegnato da un numero romano seguito da due punti (I:, II:, III: e IV:); il significato dei due punti è spiegato, alla fine della Prima parte, in un apposito capitolo. Il capitolo "I:" è dedicato alla famiglia. Vi si descrive la partenza di Emma, la figlia sedicenne di Bud Woods, uno dei tre mezzadri capofamiglia (gli altri due sono Fred Ricketts e George Gudger; La moglie di George Gudger, Allie Mae, è figlia di Bud Woods). Nel capitolo "II:" James Agee descrive i componenti delle tre famiglie; il loro aspetto, gli indumenti, i loro gesti e così via, costituiscono per Agee lo spunto per prendere in esame sia il loro destino individuale che i vincoli sociali che li condizionano. Nei capitoli "III:" e "IV:" si descrivono i comportamenti: gli individui si svegliano all'alba, soprattutto durante il periodo del raccolto quando è necessario lavorare molto prima che il sole diventi troppo caldo da sopportare. Nel capitolo "Due punti" Agee si impegna in una meditazione filosofica sulla natura degli esseri umani e se è mai possibile descrivere un singolo individuo in un modo che non lo svaluti, evitando da un lato i problemi legati all'uso di un linguaggio referenziale, tipico degli studi sociologici, dall'altro i problemi legati all'uso di un linguaggio della rappresentazione artistica.
La Parte seconda ("Reperti e commenti) costituisce la sezione documentaria di Sia lode ora a uomini di fama, ed è divisa in cinque capitoli intitolati "Soldi", "Un tetto", "Vestiti", "Educazione" e "Lavoro". Il linguaggio del giornalista è soprattutto di tipo referenziale. Non mancano però dettagli patetici, come per esempio nella descrizione della cucina dei Rickett: «L'odore della tavola da pranzo, in cucina, è una cosa a sé: perché qui la tela cerata è marcita sin quasi a ridursi una sorta di rete nera, e tela cerata e legno hanno accumulato fumo e grasso rancido e maiale e granturco e carne in tal misura da formare un globo di due metri di diametro di quasi incoercibile nausea densa e patinosa come olio vaporizzato».
Nella Terza Parte ("Induzioni") riprende lo studio minuzioso delle tre famiglie. Il giornalista descrive come ha conosciuto i componenti delle tre famiglie, la preoccupazione degli agricoltori che il giornalista, in quanto estraneo relativamente benestante e istruito, li potesse danneggiare. Le mogli, in particolare, sembrano manifestare inizialmente sentimenti di scontento e rabbia nel vedere le loro vite intime esposte a degli estranei. Il giornalista descrive quindi il vicino cimitero di campagna, e cita il Padre Nostro in modo tale da farlo sembrare un appello a ricordare i morti dimenticati. Cercando parole che rendano giustizia alle donne, le descrive come vasi di forza e vitalità in grado di resistere a qualsiasi forza avversa. Nell'ultimo capitolo ("Sia lode ora a uomini di fama") si rende conto del titolo tratto dal passo del Siracide: è doveroso ricordare coloro che nascono in famiglie oscure, vivono svolgendo il proprio lavoro dignitosamente e oscuramente, generano figli e infine muoiono senza lasciare fama pubblica. Nessuna di queste vite interessa il mondo esterno; eppure la vita di nessun individuo vale meno della vita di qualsiasi altra persona.
Dopo una breve raccolta di frammenti casuali raccolti nel capitolo "Note e appendici", il racconto si conclude con una meditazione ("Sulla veranda") ispirata a due creature non identificate che si sentono cantare nell’oscurità. Il suono è persistente, gradevole, ma impossibile da identificare. L'arte, suggerisce il giornalista, è come un tentativo di rappresentare un suono misterioso, di comprenderne il significato. Deve essere intrapreso anche se il successo non è sempre garantito. Dopo che il suono cessa, il giornalista e il suo amico fotografo scivolano nel silenzio: «rimanemmo sdraiati a pensare, analizzare, ricordare, nel senso umano e nel senso dell'artista, a pregare, su fatti del presente perlopiù e di quel passato immediato che era una parte del presente; e ciascuno di questi fatti in quel momento aveva la nitidezza estrema, la vivezza e la dignità che ora cercherò di rendervi; finché alla fine anche noi ci addormentammo.».

## Adattamenti
- The Tender Land - opera lirica musicata da Aaron Copland su libretto di Horace Everett, rappresentata per la prima volta il 1º aprile 1954 alla New York City Opera[27][28]

## Edizioni
- (EN) Let Us Now Praise Famous Men: Three Tenant Families, illustrazioni di Walker Evans (fotografie), 1ª ed., Boston, Houghton Mifflin Harcourt, 1941, ISBN 0-395-95771-0.
- (EN) Let Us Now Praise Famous Men: Three Tenant Families, illustrazioni di Walker Evans (fotografie), Revised Edition, Berkeley, Houghton Mifflin, 1960.
- (EN) Let Us Now Praise Famous Men: Three Tenant Families, illustrazioni di Walker Evans (fotografie), 2 (expanded Second Edition), Berkeley, Houghton Mifflin, 1968.
- (EN) James Agee, Let Us Now Praise Famous Men, A Death in the Family, & Shorter Fiction, a cura di Michael Sragow, New York, Library of America, 2005, ISBN 1-931082-81-2.
- Sia lode ora a uomini di fama, collana Scritture, NS ; 26, traduzione di Luca Fontana, illustrazioni di Walker Evans (fotografie), "James Agee nel 1936" di Walker Evans; "Nota" di Furio Colombo; "Riflessioni del traduttore" di Luca Fontana, 1ª ed., Milano, Il saggiatore, 1994, ISBN 88-428-0187-9.
- Sia lode ora a uomini di fama, collana Fuori collana, traduzione di Luca Fontana, "Nota" di Furio Colombo; "Riflessioni del traduttore" di Luca Fontana, 2ª ed., Milano, Il saggiatore, 2002, ISBN 88-428-0995-0.
- Sia lode ora a uomini di fama, collana La cultura ; 1308, traduzione di Luca Fontana, prefazione di Luca Briasco, 3ª ed., Milano, Il saggiatore, 2019, ISBN 978-88-428-2623-1.